# Peltophorum pterocarpum
Espèce
Peltophorum pterocarpum (appelé parfois flamboyant jaune, flamboyant de l'Inde, arbre de feu) est une espèce de plantes à fleurs du genre Peltophorum et de la famille des fabaceae. C'est un arbre originaire du sud-est de l'Asie tropicale et du nord de l'Australasie au Sri Lanka, Thaïlande, Vietnam, Indonésie, Malaisie, Papouasie-Nouvelle-Guinée, Philippines et des îles au large des côtes du Territoire du Nord, en Australie.
C'est un arbre à feuilles caduques mesurant 15 à 25 m (rarement jusqu'à 50 m) de hauteur, avec un diamètre du tronc d'un maximum de 1 m. Les feuilles sont pennées, de 30 à 60 cm de long, avec 16 à 20 pennes, chaque penne ayant lui-même 20 à 40 folioles ovales de 8 à 25 mm de long et 4 à 10 mm de large. Les fleurs sont jaunes, de 2,5 à 4 cm de diamètre, regroupées en grandes grappes pouvant mesurer jusqu'à 20 cm de long.
Le fruit est une gousse de 5 à 10 cm de long et 2,5 cm de large, rouge au départ et devenant noir à maturité et contentant de une à quatre graines. Les arbres commencent à fleurir vers environ quatre ans.
Peltophorum pterocarpum est largement cultivé dans les régions tropicales comme arbre d'ornement, en particulier en Inde, au Nigeria, au Pakistan et en Floride et aux Hawaii aux États-Unis. Le bois présente une grande variété d'utilisations et le feuillage est utilisé comme plante fourragère.

## Galerie

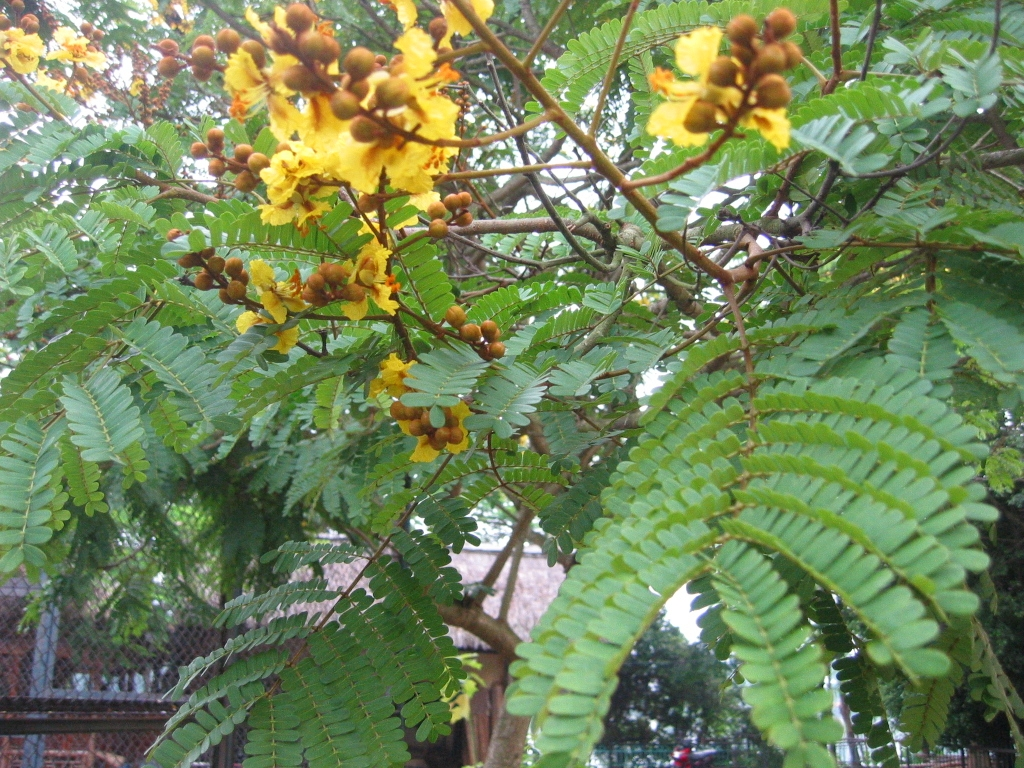
Feuilles et fleurs.
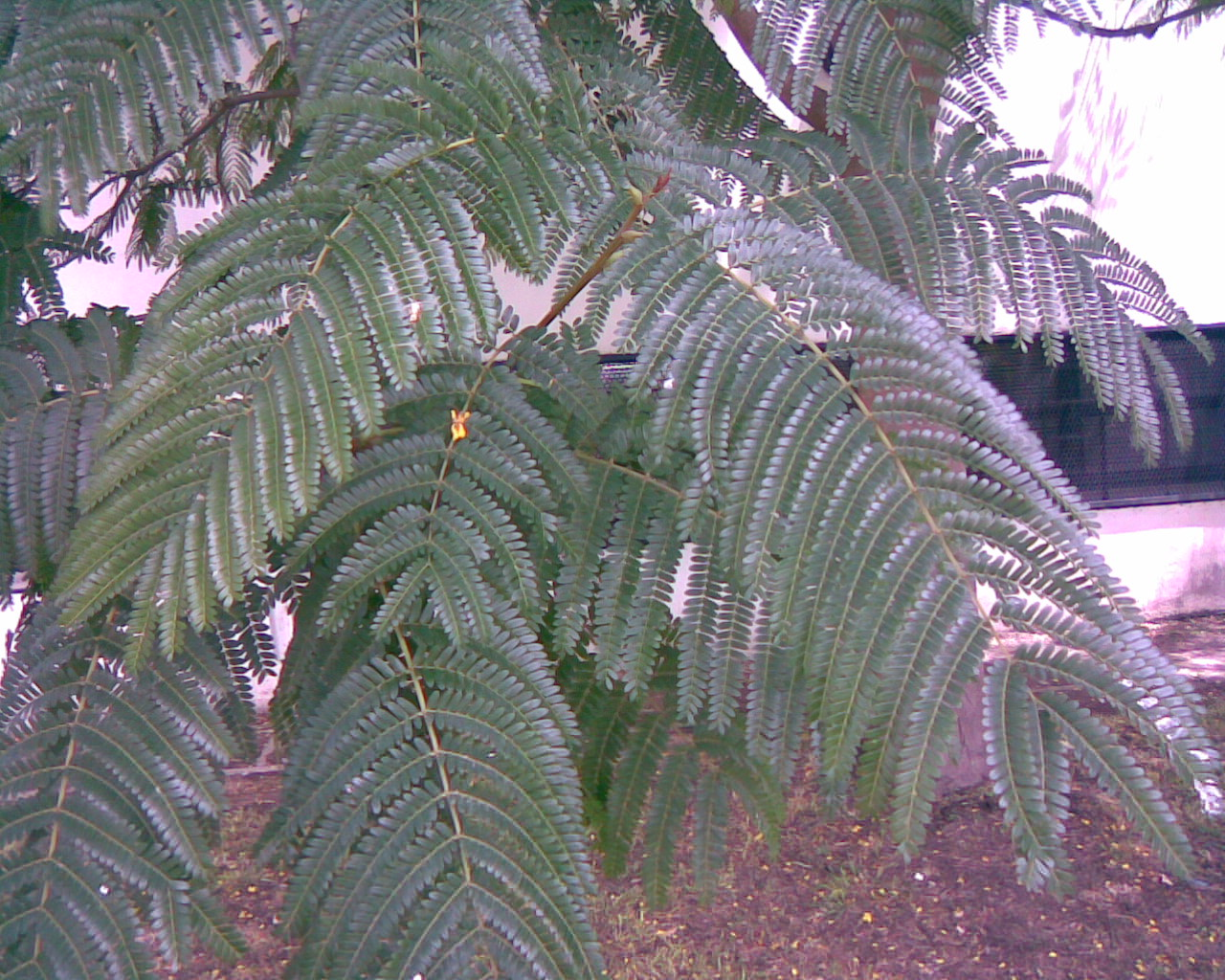
Feuilles.
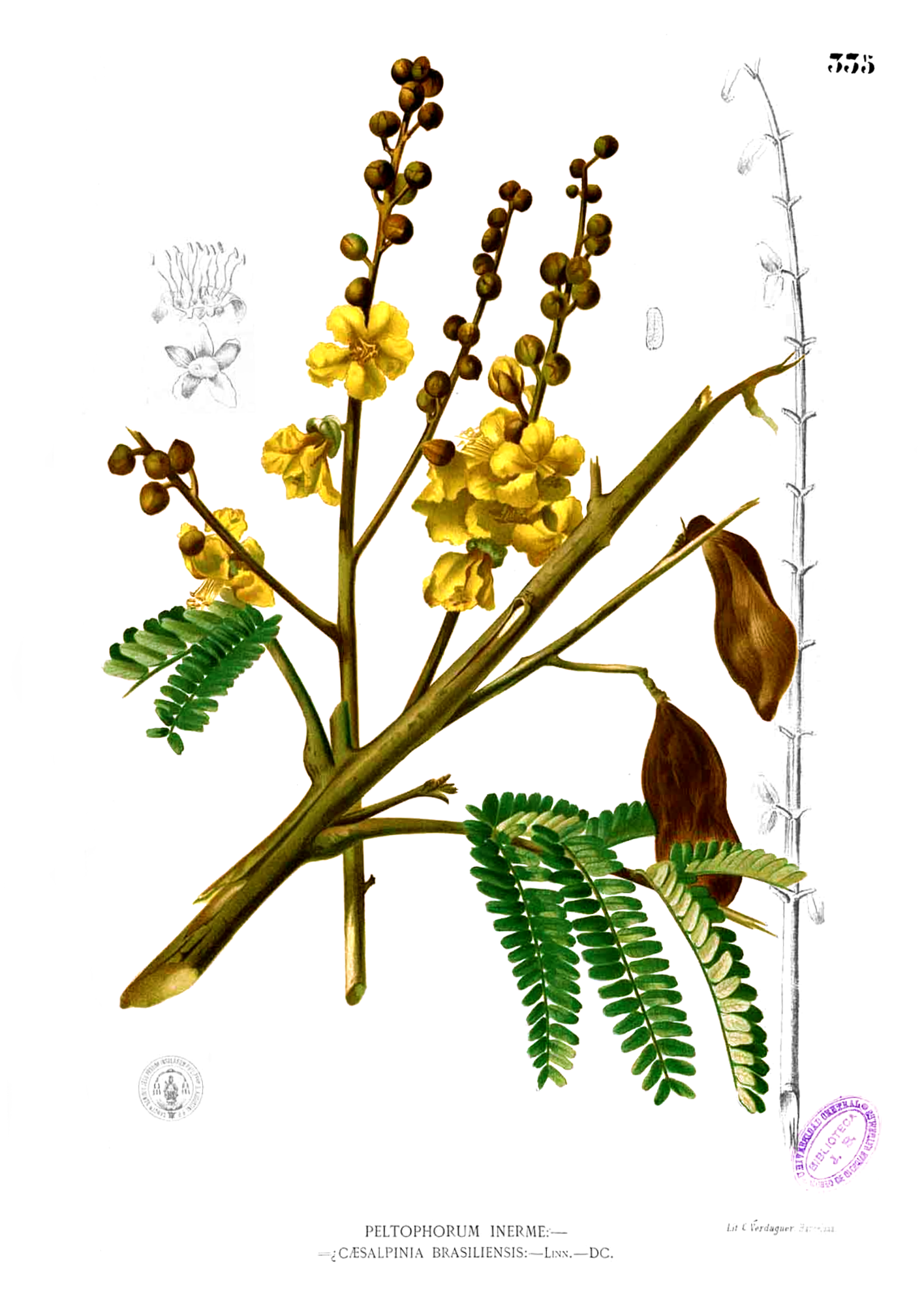
Planche botanique.